# Список ювілейних голів на чемпіонатах світу з футболу
Нижче наведено список ювілейних голів, забитих на усіх чемпіонатах світу з футболу. Після закінчення чемпіонату світу 2014 загальна кількість точних ударів склала 2 379.
У колонці Гол наведено рахунок після забитого м'яча, тоді як у стовпчику Результат — рахунок після фінального свистка.
| Гол    | Дата           | Стадіон                               | Турнір                     | Автор                  | Команда        | Суперник       | Гол | Результат |
| ------ | -------------- | ------------------------------------- | -------------------------- | ---------------------- | -------------- | -------------- | --- | --------- |
| 1-й    | 13 липня 1930  | Естадіон Посітос, Монтевідео          | 1930 Уругвай               | Люсьєн Лоран           | Франція        | Мексика        | 1–0 | 4–1       |
| 100-й  | 27 травня 1934 | Стадіо Націонале ПНФ, Рим             | 1934 Італія                | Анджело Ск'явіо        | Італія         | США            | 5–1 | 7–1       |
| 200-й  | 12 червня 1938 | Стад дю Фор Карре, Антіб              | 1938 Франція               | Гаррі Андерссон        | Швеція         | Куба           | 8–0 | 8–0       |
| 300-й  | 13 липня 1950  | Маракана, Ріо-де-Жанейро              | 1950 Бразилія              | Чіко                   | Бразилія       | Іспанія        | 4–0 | 6–1       |
| 400-й  | 23 червня 1954 | Гардтурм, Цюрих                       | 1954 Швейцарія             | Макс Морлок            | ФРН            | Туреччина      | 6–1 | 7–2       |
| 500-й  | 11 червня 1958 | Ідроттспаркен, Норрчемпінг            | 1958 Швеція                | Боббі Коллінз          | Шотландія      | Парагвай       | 2–3 | 2–3       |
| 600-й  | 2 червня 1962  | Естадіо Карлос Діттборн, Аріка        | 1962 Чилі                  | Дражан Єркович         | Югославія      | Уругвай        | 3–1 | 3–1       |
| 700-й  | 15 липня 1966  | Ейрсам Парк, Міддлсбро                | 1966 Англія                | Пак Син Чжін           | Північна Корея | Чилі           | 1–1 | 1–1       |
| 800-й  | 7 червня 1970  | Естадіо Леон, Леон                    | 1970 Мексика               | Герд Мюллер            | ФРН            | Болгарія       | 5–2 | 5–2       |
| 900-й  | 23 червня 1974 | Олімпіаштадіон, Мюнхен                | 1974 Західна Німеччина     | Ектор Ясальде          | Аргентина      | Гаїті          | 1–0 | 4–1       |
| 1000-й | 11 червня 1978 | Естадіо Мальвінас Аргентінас, Мендоса | 1978 Аргентина             | Роб Ренсенбрінк (пен.) | Нідерланди     | Шотландія      | 1–0 | 2–3       |
| 1100-й | 19 червня 1982 | Естадіо Ла Росаледа, Малага           | 1982 Іспанія               | Сергій Балтача         | СРСР           | Нова Зеландія  | 3–0 | 3–0       |
| 1200-й | 1 червня 1986  | Естадіо Леон, Леон                    | 1986 Мексика               | Жан-П'єр Папен         | Франція        | Канада         | 1–0 | 1–0       |
| 1300-й | 18 червня 1986 | Естадіо Ацтека, Мехіко                | 1986 Мексика               | Гарі Лінекер           | Англія         | Парагвай       | 3–0 | 3–0       |
| 1400-й | 20 червня 1990 | Стадіо Луїджі Ферраріс, Генуя         | 1990 Італія                | Йонні Екстрем          | Швеція         | Коста-Рика     | 1–0 | 1–2       |
| 1500-й | 25 червня 1994 | Фоксборо Стедіум, Фоксборо            | 1994 США                   | Клаудіо Каніджа        | Аргентина      | Нігерія        | 1–1 | 2–1       |
| 1600-й | 12 червня 1998 | Стад Велодром, Марсель                | 1998 Франція               | П'єр Ісса (аг)         | ПАР            | Франція        | 0–2 | 0–3       |
| 1700-й | 25 червня 1998 | Стад де ла Божуар, Нант               | 1998 Франція               | Слободан Комлєнович    | Югославія      | США            | 1–0 | 1–0       |
| 1800-й | 5 червня 2002  | Сувон Ворлд Кап Стедіум, Сувон        | 2002 Південна Корея/Японія | Бету                   | Португалія     | США            | 1–3 | 2–3       |
| 1900-й | 18 червня 2002 | Теджон Ворлд Кап Стедіум, Теджон      | 2002 Південна Корея/Японія | Крістіан В'єрі         | Італія         | Південна Корея | 1–0 | 1–2 (дч)  |
| 2000-й | 20 червня 2006 | ФІФА ВМ Стедіон Кельн, Кельн          | 2006 Німеччина             | Маркус Альбек          | Швеція         | Англія         | 1–1 | 2–2       |
| 2100-й | 17 червня 2010 | Пітер Мокаба Стедіум, Полокване       | 2010 ПАР                   | Хав'єр Ернандес        | Мексика        | Франція        | 1–0 | 2–0       |
| 2200-й | 6 липня 2010   | Кейптаун Стедіум, Кейптаун            | 2010 ПАР                   | Ар'єн Роббен           | Нідерланди     | Уругвай        | 3–1 | 3–2       |
| 2300-й | 22 червня 2014 | Арена да Амазонія, Манаус             | 2014 Бразилія              | Джермейн Джонс         | США            | Португалія     | 1–1 | 2–2       |
| 2400-й | 16 червня 2018 | Калінінград, Калінінград              | 2018 Росія                 | Лука Модрич            | Хорватія       | Нігерія        | 2–0 | 2–0       |
| 2500-й | 28 червня 2018 | Мордовія Арена, Саранськ              | 2018 Росія                 | Фахреддін Бен-Юссеф    | Панама         | Туніс          | 1–1 | 1–2       |